# پدرو رامیرز وازکز
 پدرو رامیرز وازکز (انگلیسی: Pedro Ramírez Vázquez؛ ۱۶ آوریل ۱۹۱۹ – ۱۶ آوریل ۲۰۱۳) یک معمار، و طراح اهل مکزیک بود.